# Takao Iwami
Takao Iwami (岩見隆夫 Iwami Takao?, 6 de octubre de 1935-18 de enero de 2014) fue un experto en política y periodista japonés.

## Vida
Nacido en Dalian, fue criado en Hōfu, Prefectura de Yamaguchi. Después de graduarse en el Departamento de Derecho de la Universidad de Kioto, se unió a la Mainichi Shimbun en 1958, donde ocupó varios puestos, entre ellos el de editor jefe de la revista semanal Sunday Mainichi, y después de su retiro en 2007, consejero especial (desde 2012).
Murió el 18 de enero de 2014, por neumonía, después de luchar contra el cáncer de hígado durante un tiempo.

## Puestos
- Miembro de la junta "Club de Ensayistas Japón"
- Asesor de la "Asociación para la Reconstrucción del Castillo de Edo"
- Miembro de la junta JANJAN

## Libros (selección)
- 『孤高の暴君 小泉純一郎』 大和書房（だいわ文庫）、2006年、ISBN 4-479-30024-4
- 『角栄以後』 講談社+α文庫（上・下） 、2005年、ISBN 4-06-256907-8
- 『陛下の御質問-昭和天皇と戦後政治』 文藝春秋（文春文庫）、2005年、ISBN 4-16-767940-X。徳間文庫、1995年
- 『日本の歴代総理大臣がわかる本』 三笠書房、2001年、ISBN 4-8379-1906-5。知的生きかた文庫、2004年
- 『竜馬はまだか-岩見隆夫の政界スキャン』 学陽書房、2000年、ISBN 4-313-81510-4
- 『なめられてたまるか』 毎日新聞社、1999年、ISBN 4-620-31339-4
- 『田中角栄－政治の天才』学陽書房（人物文庫）、1998年
- 『永田町のキーマンたち』 徳間書店（徳間文庫）、1996年、ISBN 4-19-890558-4
- 『再見戦後政治』 毎日新聞社、1995年、ISBN 4-620-31025-5
- 『実録・橋本龍太郎』 朝日ソノラマ、1995年、ISBN 4-257-03459-9
- 『昭和の妖怪 岸信介』 朝日ソノラマ、1994年、ISBN 4-257-03390-8。「岸信介　昭和の革命家」人物文庫、1999年。中公文庫、2012年
- 『平成大政変の内幕』 中央公論社]]、1993年、ISBN 4-12-002268-4
- 『自民党没落の軌跡 鈍刀とカミソリの功罪』 朝日ソノラマ、1993年、ISBN 4-257-03375-4
- 『あのころのこと-女性たちが語る戦後政治』 毎日新聞社、1993年、ISBN 4-620-30953-2
- 『中曽根康弘の鼻歌が聞こえる』 潮出版社、1986年、ISBN 4-267-01087-0